# Apamea albomaculata
Apamea albomaculata là một loài bướm đêm trong họ Noctuidae.